# Avlämning
Avlämning är en militär term som betecknar då befälet över en trupp lämnas över till någon annan befälhavare. Inom Försvarsmakten sker detta till exempel då en pluton ställer upp för att emottaga sina order från plutonchefen eller av plutonchefen beordrad underlydande. Syftet är också att plutonchefen skall kunna ha kontroll över personalstyrkan för att till exempel kunna omfördela personalen till andra uppgifter.
Då plutonchefen kommer på lämpligt avstånd från den styrka han eller hon skall ta emot kommenderar den som för tillfället har befälet, till exempel dageleven, truppen i givakt varpå han eller hon gör en helomvändning och inväntar det mottagande befälets order "Lämna av!". Dageleven hälsar då det mottagande befälet. Vid mottagning utomhus eller då huvudbonad bäres, göres hälsning medelst honnör, i annat fall intages endast enskild ställning. Därefter redogör dageleven för styrkan:
Kapten! Första pluton! Närvarande 30! Frånvarande 2! Eriksson, Bergström, kommenderade!
Plutonchefen svarar:
Jag tar befälet! God morgon, soldater!
Truppen svarar unisont:
God morgon, Kapten"
Chefen kan välja att antingen kommendera manöver eller låta soldaterna stå kvar i enskild ställning. Det vanligaste är att chefen kommenderar manöver. 
På ordern manöver intar truppen lystringsställning. Därefter följer vanligen visitation, varpå truppen erhåller sina order av plutonchefen. Olika förband kan ha utvecklat vissa variationer på hur en avlämning går till, likaså kan avlämning göras på olika sätt beroende på läget. I grund och botten styrs avlämningsförfarandet av Arméreglemente 1. Avlämningen är bland annat viktig för att rättsligt avgöra vem som har ansvar för givna order vid ett visst tillfälle, men även för att klargöra för ett förband vem som för befälet över truppen.